# Geneză (mitologie)
Geneza este mitul procesului de creare a lumii în concepția iudeo-creștină.

## În tradiția iudaică
Relatarea genezei se află în cartea sacră Kabala, care își are originea în tradiția orală, se spune, din ce i-a spus Dumnezeu lui Moise pe muntele Sinai, sau, în alte variante, lui Adam. Studiile cabalistice caută sensurile mistice în cărțile creștine, ceea ce se numește sod (sau anagogic, la creștini). Se bazează pentru asta pe metodologia ancestrală și pe cei zece Sefirot. Găsim ideea de creație în Ezechiel în conceptul metafizic evreiesc al Merkabah, care, în mod simbolic, desigur, este un car ceresc.
Tradiția iudaică, pe baza primului testament, relatează două concepții ale Creatiei:
- În Geneza, Dumnezeu acționează ca un creator al lumii, din nimic, prin cuvântul Său, plasând omul pe partea de sus a muncii sale;
- În psalmi, Dumnezeu acționează mai mult ca un geograf, prin care se dispune și de reordonare a lumii, menținând o relație directă cu toate ființele și lucrurile, fără a fi neapărat delegată omului un loc proeminent.

În lumea catolică prima abordare va da ideea că omul, care reflectă voia lui Dumnezeu, trebuie să domesticească natura, cu exemplul monahal; al doilea, că omul, în conformitate cu Dumnezeu, participă în natură, cu exemplul derogărilor.

## Creaționismul
Creaționismul este, din punct de vedere teologic o credință care susține că Universul a apărut prin implicarea unei forțe divine, a unei inteligențe superioare sau a unei entități incomprehensibile, abstracte. Având o vechime foarte mare, această credință intră în contradicție cu evoluționismul, cu fenomenul “Big Bang” sau cu alte teorii științifice. Spre deosebire de acestea, creaționismul afirmă că formarea Universului și a elementelor ce îl compun nu a fost un fenomen lipsit de o cauză inteligentă, ci o acțiune voită de un zeu creator. De-a lungul timpului, diferitele popoare ale lumii au creat o sumedenie de mituri pentru a explica originea lumii.

### Religia creștină

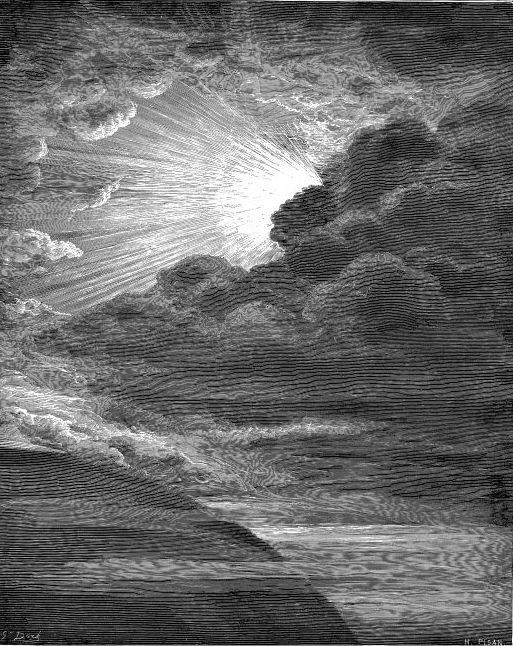
Creația Luminii, de Gustave Doré.
Pictura este o reprezentare plastică a primei etape a genezei, facerea luminii primordiale, moment în care Dumnezeu a rostit cuvintele “Să se facă lumină”.

În religia creștină, Dumnezeu este unicul creator al lumii văzute și nevăzute, este o entitate supremă care există dintotdeauna, nu are început și nici sfârșit. Biblia descrie în prima carte din Vechiul Testament, Facerea, procesul genezei. Creația lumii s-a desfășurat în etape succesive timp de șase zile, după care Dumnezeu s-a odihnit și a binecuvântat ziua a șaptea. 
- Prima zi: Dumnezeu a creat lumina. Această lumină nu este cea a astrelor cerești, care au fost create mai târziu, ci este lumina primordială. Lumina este despărțită tot acum de întuneric și considerată bună de către Dumnezeu.
- Ziua a doua: Dumnezeu a creat cerul. Apa din ceruri este separată de apa de pe pământ (creația apei nu este descrisă explicit).
- Ziua a treia: Dumnezeu a creat Pământul. Pământul este separat de apă și i se dă nume. Apa este de asemeni numită. Iarba, plantele și pomii sunt creați și acoperă pământul.
- Ziua a patra: Dumnezeu a creat soarele, luna și stelele. Dumnezeu creează “luminătorul cel mai mare”, adică soarele, “pentru cârmuirea zilei” și “luminătorul cel mai mic”, luna, “pentru cârmuirea nopții”. Totodată sunt făurite stelele, sunt rânduite anotimpurile, zilele și anii.
- Ziua a cincea: Dumnezeu a creat viețuitoarele mării. Sunt create animalele mării și păsările cerului, care sunt împrăștiate în întreaga lume pentru a se înmulți. Conform cu Geneza 2:15-25, întâi a fost creat bărbatul și abia apoi au fost create plantele și animalele, contrazicând astfel ordinea creației din Geneza cap. 1.[1]
- Ziua a șasea: Dumnezeu a creat viețuitoarele pământului. Dumnezeu dă naștere animalelor pământului (“fiarele sălbatice după felul lor, și animalele domestice după felul lor, și toate târâtoarele pământului după felul lor”). Apoi, Dumnezeu creează omul din lut, după chipul și asemănarea sa, și îi insuflă viață. Primul om s-a numit Adam și i s-a dat porunca de a stăpâni animalele pământului. Mai târziu Dumnezeu îi aduce lui Adam o pereche, pe Eva, prima femeie, pe care o modelează din coasta bărbatului (după unele variante, Adam și Eva au fost creați împreună, Geneza 1:27). Conform Bibliei, Adam numește toate ființele pământului (Geneza 2:19) și este dus împreună cu Eva în Grădina Edenului.
- Ziua a șaptea: Dumnezeu se odihnește.